# 民主化
民主化（みんしゅか、英語: democratization）またはデモクラタイゼーションとは、一般に政治体制として民主主義が拡大する過程であり、国内政治においては民主主義の政治体制を形成していく過程、国際政治においては民主主義の政治体制をとる国家が普及していく過程を指す。

## 概要
民主化の概念は民主主義の理念化、参政権の獲得、市民社会の成立、立憲主義の確立や三権分立の整備など、さまざまな事態が同時に進行する複雑な過程を含んでいる。このような複雑な過程はある意味で別々の事態の単なる集合にも見えるが、19世紀のアレクシス・ド・トクヴィルはこのような過程が民主化と呼ぶことが可能な、ある特定の原則を持った現象として捉えられると考えた。当時トクヴィルはアメリカの民主主義に関する研究として出版した初版の自著の序文の中で巨大な民主化の革命が生じていることを指摘した。そして後に再版された序文では民主主義の一般的な拡大が世界全体に普及したことを認めている。このトクヴィルの研究成果をジョン・スチュアート・ミルは自らの研究の出発点としており、すでに民主化が進行していると確認している。
民主化という政治的な過程を実際に認め、それを実証的に研究しようとしたロバート・ダールは民主化を三段階の移行に分類して考察している。第一の移行では古代ギリシアのアテナイにおいて都市国家で民主主義が創設され、第二の移行では近代における国民国家において民主主義がもたらされた。前者の民主化は本質的に人々が自分自身を統治するという新しい政体の導入であり、後者の画期性は本格的な代議制の導入にあった。そしてダールは今日の民主化が政治制度や社会組織の脱国家的、地域的、世界的な民主化として特徴付けられると考える。このような普遍的な民主化がもたらす結果としてイマヌエル・カントなどは民主的平和が実現する可能性を示唆している。カント、またドイルも国際機関や各国家が民主化を果たすことができれば、それが国際秩序を安定化させることに繋がると主張している。

## 民主化運動
今日では、世界各地に自国の民主化を求めるとされる集団が存在している。国内において非合法な存在とされているものも多く、民主化運動の方法は集団によって異なり、平和的な活動もあれば、暴力的な活動もある。
民主化のために活動しているとされる（あるいはされた）集団・人物・運動
- 国際
  - 世界産業労働組合
  - 人間の鎖
- アジア
  - 日本：自由民権運動、普選運動、大正デモクラシー
  - 中華人民共和国と香港（中国）：中国民主化運動（大陸）、民主派（香港）、雨傘運動と水革命（香港）
  - 中華民国（台湾）：台湾の民主化、李登輝（ミスター・デモクラシー）と党外勢力（民主進歩党）
  - 大韓民国：四月革命、光州事件、6月民主抗争
  - フィリピン：ベニグノ・アキノ・ジュニア、コラソン・アキノ夫妻
  - ミャンマー（ビルマ）：ビルマ連邦国民連合政府（ビルマ亡命政府）、アウンサンスーチー、8888民主化運動
  - ネパール：ジャナ・アンドラン、ロクタントラ・アンドラン
  - モルディブ：モルディブ民主党
- 西アジア・アフリカ
  - アラブの春
- ヨーロッパ
  - 東欧革命
    - ハンガリー：ハンガリー民主化運動、汎ヨーロッパ・ピクニック
    - チェコスロバキア：プラハの春[2][3][4][5][6][7][8][9][10][11][12][13][14][15][16]、ビロード革命
    - ポーランド：ポーランド民主化運動、レフ・ヴァウェンサ（レフ・ワレサ）

  - リトアニア：リトアニア独立革命
  - ベラルーシ：ジュブル
  - セルビア：オトポール!
- 南北アメリカ
  - キューバ：キューバ系アメリカ人財団